# Бреющий полёт
Бре́ющий полёт — полёт самолёта, либо вертолёта, на предельно малой (5-50 м) высоте, при этом обеспечивающей безопасность от столкновения с наземными предметами и с возможностью своевременного маневрирования при встрече с препятствиями.
Применяется в целях замаскированного подхода и внезапного нападения на объект, прикрываемый сильными средствами ПВО. Используется также в сельскохозяйственной и противопожарной авиации.